# Placidium pilosellum
Placidium pilosellum är en lavart som först beskrevs av Breuss, och fick sitt nu gällande namn av Breuss. Placidium pilosellum ingår i släktet Placidium och familjen Verrucariaceae.  Arten är reproducerande i Sverige. Inga underarter finns listade i Catalogue of Life.